# 女子圍棋最強戰
女子圍棋最強戰為臺灣中華職業圍棋協會主辦，海峰棋院協辦的圍棋比賽，於2015年開辦，限定女性棋手參加。冠軍獎金新臺幣50萬元、亞軍新臺幣20萬元，為目前臺灣獎金最高的女子圍棋比賽。第一至第五屆由財團法人培生文教基金會贊助，第六屆起健喬集團冠名贊助。

## 沿革
2015年，中華職業圍棋協會理事長，同時也是海峰棋院董事長林文伯表示，臺灣女子圍棋發展的狀況，正在步入成長期，業餘方面有不錯的成果，相對在職業方面成長則較緩慢，要提昇整體棋手的國際競爭力尚有待努力，此為舉辦「女子圍棋最強戰」的主要動機。此賽事集合當時臺灣8位女子職業棋手，加上7名女子業餘好手，並外邀日本棋院所屬，當年獲得會津中央醫院杯冠軍的王景怡二段參賽。獎金為冠軍新臺幣20萬元、亞軍新臺幣8萬元。
自2018年起，冠軍獎金增加至新臺幣40萬元、亞軍獎金增加至新臺幣16萬元；自2023年起，冠軍獎金增加至新臺幣50萬元、亞軍獎金增加至新臺幣20萬元。
自第六屆（2020年）起，由健喬集團冠名贊助，賽事名稱改為「健喬盃女子圍棋最強戰」。

## 賽制
女子圍棋最強戰邀請國內女子職業棋士，及該年度全國女子圍棋公開賽6、7段組優勝者共16名。16名進行雙敗淘汰，最後勝部及敗部冠軍進行一局冠亞軍決定賽。規則採比目法。手合一律分先，黑先貼6目半。時限前四輪每方各1小時，讀秒30秒三次，一天下二局。後三輪每方各2小時，讀秒60秒三次，一天下一局。
自第6屆（2020年）起，增加初賽，初賽為12名棋士進行單敗淘汰，勝者入複賽。複賽由上一屆冠亞軍列為種子，與6名入圍棋士合計14名進行雙敗淘汰，最後勝部冠軍與敗部冠軍決賽1局，勝者為本屆女子最強冠軍。規則、手合與之前相同。時限各2小時，最後5分鐘讀秒，讀秒60秒5次。
第7屆（2021年）讀秒60秒改為3次。第九屆（2023年）初賽時限改為各1小時，讀秒30秒3次。複賽及決賽時限與之前相同。
第10屆（2024年）上屆冠軍與外卡種子2名、上屆亞軍與季軍種子2名，16名棋士進行雙敗淘汰決出勝、敗部冠軍，勝部冠軍與敗部冠軍決賽1局，勝者為本屆女子最強冠軍。

## 獎金
第1屆（2015年）至第3屆（2017年）女子圍棋最強戰獎金如下：○勝二敗淘汰者每人新台幣6,000元。一勝二敗淘汰者每人新台幣9,000元。二勝二敗淘汰者每人新台幣18,000元。三勝二敗淘汰者每人新台幣3萬元。四勝二敗淘汰者每人新台幣4萬元。冠軍新台幣20萬元、亞軍新台幣8萬元。
第4屆（2018年）與第五屆（2019年）女子圍棋最強戰獎金如下：○勝二敗淘汰者每人新台幣6,000元。一勝二敗淘汰者每人新台幣12,000元。二勝二敗淘汰者每人新台幣24,000元。三勝二敗淘汰者每人新台幣4萬元。四勝二敗淘汰者每人新台幣8萬元。冠軍新台幣40萬元、亞軍新台幣16萬元。
自第6屆（2020年）起，因增加初賽，女子圍棋最強戰獎金如下：初賽敗退者每人新台幣6,000元。複賽敗部一回敗退者每人新台幣12,000元。複賽敗部二回敗退者每人新台幣24,000元。複賽敗部三回敗退者每人新台幣4萬元。複賽敗部決賽敗退者每人新台幣8萬元。冠軍新台幣40萬元、亞軍新台幣16萬元。
自第9屆（2023年）起，冠軍獎金增加至新臺幣50萬元、亞軍獎金增加至新臺幣20萬元。第10屆（2024年）敗部一回敗退者每人新臺幣1萬元，敗部二回敗退者每人新臺幣1.5萬元，敗部三回敗退者每人新臺幣3萬元， 敗部準決賽敗退者每人新臺幣5萬元，敗部決賽敗退者每人新臺幣10萬元。

## 歷屆女子最強賽冠亞軍
| 屆次 | 年份   | 冠軍           | 亞軍           | 備註                           | 參考   |
| ---- | ------ | -------------- | -------------- | ------------------------------ | ------ |
| 1    | 2015年 | 黑嘉嘉六段     | 張凱馨女子名人 |                                | [ 4 ]  |
| 2    | 2016年 | 黑嘉嘉女子最強 | 楊子萱業餘7段  | 黑嘉嘉二連霸                   | [ 10 ] |
| 3    | 2017年 | 黑嘉嘉女子最強 | 俞俐均女子名人 | 黑嘉嘉三連霸                   | [ 11 ] |
| 4    | 2018年 | 俞俐均二段     | 白昕卉初段     |                                | [ 12 ] |
| 5    | 2019年 | 黑嘉嘉七段     | 楊子萱三段     | 黑嘉嘉第四度獲得女子最強賽冠軍 | [ 13 ] |
| 6    | 2020年 | 俞俐均三段     | 盧鈺樺女子名人 | 俞俐均第二度獲得女子最強賽冠軍 | [ 14 ] |
| 7    | 2021年 | 盧鈺樺三段     | 蘇聖芳三段     |                                | [ 15 ] |
| 8    | 2022年 | 楊子萱五段     | 盧鈺樺女子名人 |                                | [ 16 ] |
| 9    | 2023年 | 林怡廷初段     | 盧鈺樺女子名人 |                                | [ 17 ] |
| 10   | 2024年 | 盧鈺樺女子名人 | 謝依旻七段     | 盧鈺樺第二度獲得女子最強賽冠軍 | [ 18 ] |
| 11   | 2025年 | 楊子萱六段     | 林怡廷三段     | 楊子萱第二度獲得女子最強賽冠軍 | [ 19 ] |